# Itaberaí
Itaberaí es un municipio brasilero del Estado de Goiás. El Municipio se encuentra a 92 km de Goiânia y 318 km de Brasilia.
- Fundación: 9 de noviembre de 1868